# Терраццо (напольное покрытие)

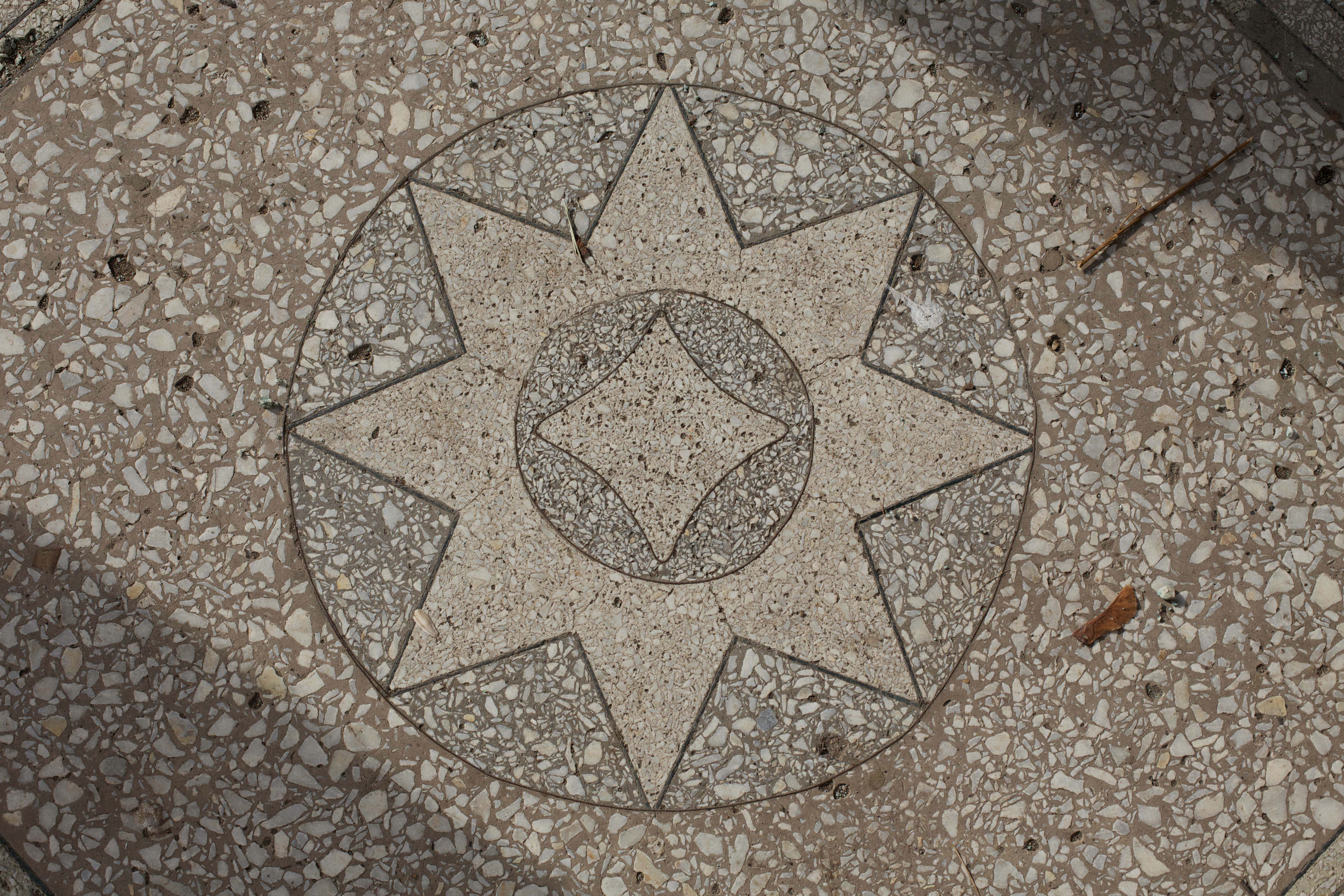
Терраццо на ВДНХ

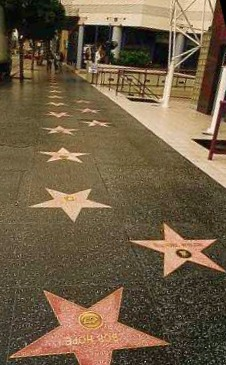
Один из наиболее известных примеров терраццо — Голливудская «Аллея славы»

Терра́ццо — разновидность бесшовного мозаичного пола. Создаётся исключительно из натуральных материалов, таких как известь и её производных (цемент) с добавлением камней, мрамора, стекла и других материалов мелких, средних и крупных фракций.

## История
Предыстория терраццо восходит к началу напольных декораций античной Греции, где пол выкладывался галькой и цементировался известью или глиной.
Потом этот вид декоративного пола перенял Древний Рим, где он и прижился. Именно тогда техника создания терраццо получила дальнейшее развитие под названием заливная кладка (лат. opus signinum) или пол варваров (pavimentum barbaricum).
В Италии пол «заливная кладка» создавался из смеси извести и тёртого кирпича, который придавал ему розоватый цвет. 
На смену заливному пришёл мозаичный пол (opus tessellatum или opus vermiculatum). Наивысшего расцвета он достиг на закате Римской империи, во времена раннего христианства и Византии.
Во времена нашествий варваров следы развития этого ремесла в Риме теряются. Однако в северной области Италии, Фриули (части Венецианской республики), этот пол не забыли.
Первые прототипы венецианских полов появились в Венеции еще в начале XII века. Тогда это был заливной трамбованный пол coccio pesto — смесь толчёной терракоты с известью (по-венециански paston) — наследник римской заливной кладки (opus signinum).
В конце XII — начале XIII веков с расцветом Венецианской республики и развитием транспортной системы увеличились объёмы грузоперевозок. Это позволило в качестве наполнителя смеси пола начать использовать мрамор с холмов Вероны и из Истрии (ныне западная часть Хорватии и Словении, в те времена входивших в состав Венецианской республики).
В конце XV — начале XVI веков мастера-ремесленники повсеместно применяли этот вид напольного покрытия, введя его в широкий обиход.
С конца XIV и до конца XIX века широко применялась технология создания пола терраццо на основе стяжки. С течением времени она всё более совершенствовалась, а поверхность пола всё больше украшалась каменной крошкой, подобной хаотичной мозаике.
В России первые полы в стиле терраццо появились еще в 18-19 веках. Их проектировали итальянские архитекторы при строительстве дворцов в Санкт-Петербурге и Москве, а затем выписывали мастеров-терраццьеров из Италии для создания этих полов. Потом на долгие годы появление новых венецианских полов терраццо в России прекратилось.

## Типы терраццо
Типы терраццо различаются по размеру мраморной крошки/щебня, цвета мрамора, а также эстетического эффекта, создаваемого декоративными мотивами и орнаментами.
Пастеллоне (pastellone) — самый древний пол терраццо, который начиная с XV века украшал жилища венецианцев. Это название он получил благодаря использованию теплых цветов и оттенков. Традиционные цвета пастеллоне: красный (получается благодаря добавлению красной киновари); желтый (получается благодаря использованию желтой охры или сиены). Также встречаются редкие примеры зеленого пастеллоне, получаемого из зеленой глины провинции города Тревизо.
Классический венецианский терраццо — терраццо девятнадцатого века, состоящий из «высева» мраморной крошки разных цветов и размеров. Вначале укладываются более крупные фракции, а заканчивают более мелкими, которыми заполняют все оставшиеся пространства.
Часто в пол вставляют также гладкие нарезанные вручную пластинки из ценных видов мрамора, стеклянную мозаику, перламутр, а также белые окатыши гальки. Парадность этому виду терраццо придают декор и орнамент, делая его произведением искусства, подобно каменному ковру. Такой тип терраццо называется венецианский терраццо с мозаикой.
Терраццо палладиана — это терраццо в классическом стиле времен архитектора Палладио, также называемый терраццо из крупных пластин. Внешне он напоминает мостовые древнего Рима, называемые «opus incertum» (римская нерегулярная каменная кладка). Изначально этот тип пола был использовался для мощения внешних дорожек; потом он был адаптирован для жилых помещений и офисов. Этот тип терраццо был особо в моде в шестидесятые годы прошлого века.
Особая техника позволяет создавать из терраццо облицовку лестниц, столешницы и поддоны.

## Терраццо в Венеции
В Венеции художественное ремесло всегда считалось видом прикладного искусства. Вся деятельность цеховых ремесленных искусств регулировалась венецианским государством. Авторитет возглавлявшего управление ремеслами государственного советника по искусствам (Inquisitor delle Arti) был равноценен власти Сената.
На советника по искусствам возлагались полномочия по разработке проектов, подготовке докладов и назначению специальных комитетов по подготовке реформ. Надзором же за деятельностью рынка занималась Новая магистратура (Giustina Nuova).
Все ремесленные ассоциации возглавлял гастальд (Gastaldo), назначавшийся сроком на 1 год. Вместе со своим заместителем — викарием (Vicario) и главами цехов они образовывали Совет по искусству (Consiglio dell’Arte).
Каждый ремесленный цех имел свою церковь и своих небесных покровителей. Каждое ремесленное братство имело также своего знаменосца, участвовавшего во всех торжественных церемониях Венецианской республики.
Утверждение создания цеха мастеров-терраццьеров произошло 13 сентября 1586 года. В Уставе цеха подробно регулировались как технология производства работ, рецепты смесей используемых материалов и инструментов, так и цены производства работ, а также организация труда, включая правила воспитания учеников и подмастерьев.
В Уставе также декларировалось цель создания братства (Скуолы) терраццьеров: «чтобы порядочные граждане и те, кто трудится для них (мастера), не были одурачены людьми, которые не знают ремесла [терраццо]».
За соблюдением устава следила Старая магистратура (Giustizia Vecchia). Только она могла изменять цены, вносить поправки в Устав, разрешать споры между цехами, а также принимать присягу при вступлении в братство, без чего ремесленники не имели право заниматься делом.